# کشتار وردن
کشتار وردن (انگلیسی: Massacre of Verden) رویدادی در طول جنگ‌های ساکسون بود که در آن شارلمانی، پادشاه فرانک‌ها فرمان کشتن ۴۵۰۰ ساکسون را در اکتبر ۷۸۲ صادر کرد. شارلمانی ادعای فرمانروایی بر ساکسون را کرد و در سال ۷۷۲، یک شی مهم Irminsul را آیین ژرمنی، در طول مبارزات سی ساله متناوب او برای مسیحی‌سازی ساکسون‌ها نابود کرد.